# Euclidische groep
In de groepentheorie, een deelgebied van de wiskunde, is de euclidische groep {\displaystyle E(n)}, soms ook wel {\displaystyle \mathrm {ISO} (n)} genoemd, de symmetriegroep van de {\displaystyle n}-dimensionale euclidische ruimte. De elementen van deze groep, de isometrieën geassocieerd met de euclidische metriek, dus met de definite voor afstand, worden euclidische isometrieën genoemd. Ze zijn van de vorm {\displaystyle f(x)=Ax+b} met {\displaystyle A} een orthogonale matrix, dat wil zeggen {\displaystyle A^{-1}=A^{T}}.
De groep is een ondergroep van de affiene groep {\displaystyle \mathrm {Aff} (n)}.
De euclidische groepen werden eerder dan groepen in het algemeen bestudeerd, dus tellen onder de oudste en meest bestudeerde groepen, althans voor het geval van de dimensies 2 en 3.
Poincaré-groepen zijn een vervolg op de euclidische groepen en worden in de relativiteitstheorie gebruikt.

## Ondergroepen
Enkele belangrijke ondergroepen zijn:
- orthogonale groep {\displaystyle \mathrm {O} (n)} van de vorm {\displaystyle f(x)=Ax}, de isometrieën waarbij de oorsprong op zijn plaats blijft
- speciale euclidische groep {\displaystyle \mathrm {SE} (n)}, de directe isometrieën. Dit zijn voor {\displaystyle n=3} de mogelijke veranderingen van positie en stand van een star lichaam.
- speciale orthogonale groep {\displaystyle \mathrm {SO} (n)}, de directe isometrieën waarbij de oorsprong op zijn plaats blijft. Dit zijn voor {\displaystyle n=2} de draaiingen om de oorsprong, voor {\displaystyle n=3} de draaiingen om een as door de oorsprong.

## Vrijheidsgraden
Het aantal vrijheidsgraden voor {\displaystyle E(n)} is {\displaystyle {\tfrac {1}{2}}n(n+1)}.
Van het aantal vrijheidsgraden kunnen er {\displaystyle n} aan de beschikbare translatiesymmetrie worden toegeschreven en de resterende {\displaystyle n(n-1)/2} aan de rotatiesymmetrie.
De groep {\displaystyle E(2)} heeft dus drie vrijheidsgraden en {\displaystyle E(3)} heeft er 6.